# Astragalus stipulatus
Astragalus stipulatus är en ärtväxtart som beskrevs av John Sims. Astragalus stipulatus ingår i släktet vedlar, och familjen ärtväxter.

## Underarter
Arten delas in i följande underarter:
- A. s. phulchokiensis
- A. s. stipulatus